# Problémové vyučování
Problémové vyučování je jednou z nejefektivnějších metod, které u žáků podporují rozvoj myšlení, schopnosti řešit problémy a překonávat obtíže. Od ostatních vyučovacích metod se liší především tím, že na začátku nemáme všechny potřebné informace k úspěšnému vyřešení problému. Metoda je využívaná v podstatě při každé vyučovací hodině na všech typech škol. Problémové vyučování je možné využít ve všech předmětech, nejvíce se však hodí do předmětů, které vychází z přírodních věd (fyzika, chemie, biologie, matematika).

## Problémová úloha
Tomášek a Potužníková charakterizují problémovou úlohu takto: Řešení problémových úloh představuje schopnost jednotlivce využívat kognitivní procesy k řešení reálných mezipředmětových situací, v nichž není okamžitě zřejmý způsob řešení a které ani typem gramotnosti, ani obsahem nespadají pouze do oblasti matematiky, přírodních věd nebo čtení.
Ideální problémová úloha vychází z reálné situace a žáci ji řeší na základě experimentu nebo vyhledávání informací. Při řešení těchto úloh se z žáků stávají skuteční vědci, odborníci a badatelé. Učitelé vedou žáky k samostatnému uvažování, vyhledávání informací z různých zdrojů a vyvozování závěrů.

## Problémové vyučování dělíme na

### Teoretické
U teoretických problémů je organizace a příprava méně náročná a to jak z časového hlediska, tak z materiálního hlediska (vystačíme si s pomůckami jako je tužka a papír). Žáci využívají jednoduchých myšlenkových operací.

### Praktické
Praktické řešení problémů je mnohem náročnější na pomůcky a především na aktivitu a fyzickou činnost žáků.

## Fáze řešení problému

### 1. Zjištění problému (neboli identifikace problému)
Jedná se o nejobtížnější fázi celého procesu. V této fázi si žáci uvědomí existenci nějakého konkrétního problému. Úkolem učitele je vymezit problém tak, aby žáky zaujal a motivoval je k jeho řešení.

### 2. Orientace problému
V této fázi dochází ke zjišťování podstatných faktů a vztahů mezi nimi. Hledáme souvislosti daného problému.

### 3. Hledání jádra problému
V podstatě plynule navazuje na předchozí fázi. Na základě zjištěných faktů vymezíme otázky, na které hledáme odpověď.

### 4. Stanovení hypotéz, domněnek
Jedná se o nejdůležitější a nejcennější fázi. Je nutná maximální soustředěnost a aktivita žáků (posluchačů). V této fázi hledáme vhodné metody, postupy a cesty, které povedou k vyřešení problému. Výzkumy uvádí, že na tvorbu hypotéz a přemýšlení o nich by měli mít žáci (posluchači) alespoň 10 minut.

### 5. Ověřování hypotéz (neboli verifikace hypotéz)
V této fázi se opíráme o analytické, logické a kritické myšlení. Našim úkolem je zjistit, jestli vedou zvolené cesty a metody k řešení problému. V případě, že žádná z hypotéz nevede k řešení problému, vrací se žák (posluchač) k formulování nových domněnek.

### 6. Vyslovení závěru, vyřešení problému
Je výsledkem správně stanovené hypotézy. V této fázi jet také důležité ověření hypotéz.

## Obecné informace o problémovém vyučování
Didakticky významné nejsou pouze zdařilé pokusy, ale naopak i ty nezdařilé jsou z výchovného a vzdělávacího hlediska významné. Jde o to, že při nezdařilém pokusu jsou žáci vedeni a motivováni k hledání nových metod a postupů, jak úkol vyřešit. Problémové vyučování podněcuje žáky k hledání, zkoumání, uvažování a k dalšímu vzdělávání. Problémové vyučování se používá také pro zpestření výuky. Můžeme řešit buď jednotlivé problémové úlohy nebo zadat přímo badatelské projekty. Největším a nejužitečnějším rozdílem oproti klasické výuce, procvičování učiva a drilování je téměř 100% úspěšnost v zapamatování si poznatků, které jsou navíc ve většině případů trvalé. Velkou nevýhodou je časová náročnost, protože jednotlivé fáze, které jsou popsány výše, nelze přeskočit ani uspěchat.

## Příklady problémových úloh
- žáci mají za úkol doplnit neúplný text
- žáci hledají úmyslnou chybu v textu
- žáci vyhledávají údaje, které do konkrétní úlohy nepatří
- žáci vybírají správné řešení z více nabízených možností
- žáci mají za úkol najít principy předloženého schématu

## Příklady badatelských projektů
- žáci mají za úkol zjistit, co se skrývá v potravinách a jaké informace zjistíme z etiket
- úkolem je zjistit co nejvíce informací o tom, jak si hrály děti ve středověku a v čem se lišily od dětí v dnešní moderní době
- kolik odpadu vyprodukuje naše rodina - např. týdenní sledování všeho, co rodina spotřebuje, děti to zapisují a následně porovnávají s ostatními

## Problémové úlohy ve fyzice
Problémové vyučování je využíváno ve výuce fyziky, pozornost mu věnuje již jeden z tvůrců české didaktiky fyziky Emil Kašpar (1907 - 1998). Didaktik fyziky Ivo Volf definoval řešení problémové úlohy takto:
1. Formulace problému
2. Analýza podmínek vyplývajících z úlohy, analýza vlastních znalostí
3. Formulace hypotézy o řešení
4. Ověření, zda je hypotéza oprávněná
5. Formulace výsledku a jeho zvážení s ohledem na vybrané vstupní údaje
Podle Volfa se tento postup se používá (vědomě či nevědomě) jako strategie u každé obtížnější fyzikální úlohy. Ve fyzikálních soutěžích (Fyzikální olympiáda, FYKOS) se vyskytují převážně problémové úlohy. Volf píše: Některé úlohy vyžadují spojit vědomosti z několika částí fyziky, jiné je možné řešit jenom tehdy,když se uváží informace z techniky nebo z dalších přírodovědných disciplín. (...) nelze jen vybrat vhodný fyzikální vztah a "zbavit se" problému.